# Cylloceria occupator
Cylloceria occupator là một loài tò vò trong họ Ichneumonidae.